# Historie verzí Androidu

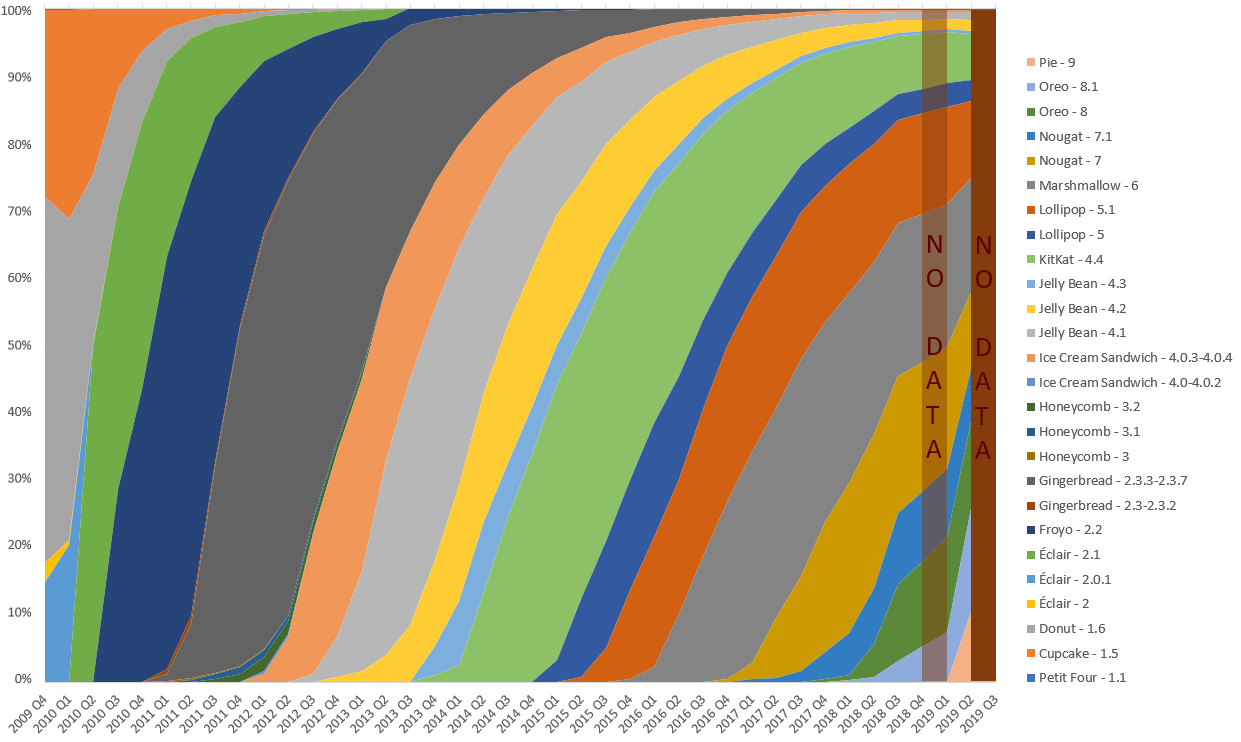
Globální využívání jednotlivých verzí systému Android od konce roku 2009 do počátku roku 2019 podle užívání Obchodu Google Play.

Historie verzí mobilního operačního systému Android započala v roce 2003, tehdy vlastněné společností Android Inc. Tuto společnost koupila v roce 2005 firma Google.

## Verze systému Android

### Neveřejné verze
Roku 2007 byl vydán první operační systém Android s podtitulem Alpha, jednalo se ještě o nekomerční verzi OS. Později následoval Android Beta.

### Veřejné verze
Tyto veřejné verze již jsou komerční.

#### Android 1.0 Apple Pie
API level 1. Android 1.0 byl vydán 23. září 2008.

#### Android 1.1 Banana Bread
API level 2. Android 1.1 s dodatečným názvem „Banana Bread“ vyšel 9. února 2009.

#### Android 1.5 Cupcake
API level 3. Android 1.5, tzv. „Cupcake“ (česky košíček) byl vypuštěn 27. dubna 2009.

#### Android 1.6 Donut
API level 4. Android 1.6, tzv. „Donut“ (kobliha) spatřil světlo světa 15. září 2009.

#### Android 2.0 Eclair
API level 5–7. Android 2.0, tzv. „Eclair“ (rakvička) vyšel 26. října 2009. Aktualizace systému 2.0.1 vyšla 3. prosince 2009. Další aktualizace 2.1 vyšla 12. ledna 2010.

#### Android 2.2 Froyo
API level 8. Android 2.2, tzv. „Froyo“ (z angl. Frozen yogurt, česky mražený jogurt) byl vypuštěn 20. května 2010. Aktualizace systému 2.2.1 vyšla 18. ledna 2011, další, 2.2.2, byla vydána 22. ledna 2011; poslední aktualizaci 2.2.3 pak vydali 21. listopadu 2011.

#### Android 2.3 Gingerbread
API level 9,10. Android 2.3, tzv. „Gingerbread“ (perník), vydán 6. prosince 2010. Aktualizace systému 2.3.1 vyšla v prosinci 2010, další (2.3.2) pak v lednu 2011, následně (9. února 2011) vypustili aktualizaci 2.3.3, dne 28. dubna 2011 vyšla aktualizace 2.3.4, následující 2.3.5 25. července 2011 a 2.3.6 dne 2. září 2011. Poslední aktualizaci 2.3.7 vydali 21. září 2011.

#### Android 3.0 Honeycomb
API level 11–13. Android 3.0, tzv. „Honeycomb“ (včelí plástev) vyšel 22. února 2011. Aktualizace systému 3.1 vyšla 10. května 2011. Další aktualizace 3.2 vyšla 15. července 2011. Aktualizace 3.2.1 vyšla 20. září 2011, 3.2.2 30. srpna 2011, 3.2.3 na podzim 2011, 3.2.4 v prosinci 2011 a 3.2.5 v lednu 2012. Poslední aktualizace 3.2.6 vyšla v únoru roku 2012.

#### Android 4.0 Ice Cream Sandwich
API level 14, 15. Android 4.0, tzv. „Ice Cream Sandwich“ (zmrzlinový sendvič) byl vydán 18. října 2011. Aktualizace systému 4.0.1 vyšla 21. října 2011, další v pořadí – 4.0.2 – vyšla 28. listopadu 2011. Pak (16. prosince 2011) vypustili 4.0.3. Poslední aktualizace, tedy 4.0.4, vydána 29. března 2012.

#### Android 4.1 Jelly Bean
API level 16–18. Android 4.1, tzv. „Jelly Bean“ (želatinové fazolky) vyšel 9. července 2012. Aktualizace systému 4.1.1 byla vypuštěna 11. července 2012. Další aktualizaci – 4.1.2 – vydali 9. října 2012. Aktualizace 4.2 vyšla 13. listopadu 2012, 4.2.1 dne 27. listopadu 2012, 4.2.2 pak 11. února 2013 a 4.3 24. července 2013. Poslední aktualizace (4.3.1) byla vypuštěna 3. října 2013.

#### Android 4.4 KitKat
API level 19, 20. Android 4.4, tzv. „KitKat“ (obchodní značka sušenek s čokoládovou polevou, výrobce Nestlé) byl uveden 31. října 2013. Dále bylo vypuštěno 7 aktualizací, přičemž ta poslední, 4.4W2, dne 21. října 2014.

#### Android 5.0, 5.1.1 Lollipop
API level 21, 22. Android 5.0, tzv. „Lollipop“ (lízátko) byl vydán 12. listopadu 2014. Pak následovaly 4 aktualizace, poslední z nich, 5.1.1, vyšla 21. dubna 2015.

#### Android 6.0 Marshmallow
API level 23. Android 6.0, tzv. „Marshmallow“ byl vydán 5. října 2015.

#### Android 7.0 Nougat
API level 24, 25. Android 7.0, tzv. „Nougat“ byl vydán 22. srpna 2016. Následovalo několik aktualizací, poslední z nich, 7.1.1, vyšla 5. prosince 2016.

#### Android 8.0 Oreo
API level 26. Android 8.0, tzv. „Oreo“ (obchodní značka kulatých čokoládových sušenek s náplní, výrobce Mondelēz International) uvedena 21. srpna 2017.

#### Android 9.0 Pie
API level 28. Android 9.0 „Pie“ (koláč) byl uveden 6. srpna 2018.

#### Android 10
API level 29. Android 10 měl být původně pojmenovaný jako Android Q. Google se rozhodl zpřehlednit verzování a zrušit pojmenování podle sladkostí v abecedním pořadí. Tato verze byla vydána 8. září 2019. Kvůli zpoždění, jinak měla být vydaná 3. září 2019.

#### Android 11
API level 30. Android 11 byl uveden 8. září 2020.

#### Android 12
Android 12.0 byl vydán v roce 2021.
Byl prvním androidem který přinesl spoustu nových widgetů.

#### Android 13 (Tiramisu)
Android 13.0 byl vydán 15. srpna 2022.

#### Android 14
Android 14 byl vydán v říjnu 2023.

#### Android 15
Android 15 byl vydán v září 2024.